# Hemdore, Sira
Hemdore là một làng thuộc tehsil Sira, huyện Tumkur, bang Karnataka, Ấn Độ.